# Convexana nigrifronta
Convexana nigrifronta är en insektsart som beskrevs av Li 1994. Convexana nigrifronta ingår i släktet Convexana och familjen dvärgstritar. Inga underarter finns listade i Catalogue of Life.